# Шидловський Анатолій Миколайович

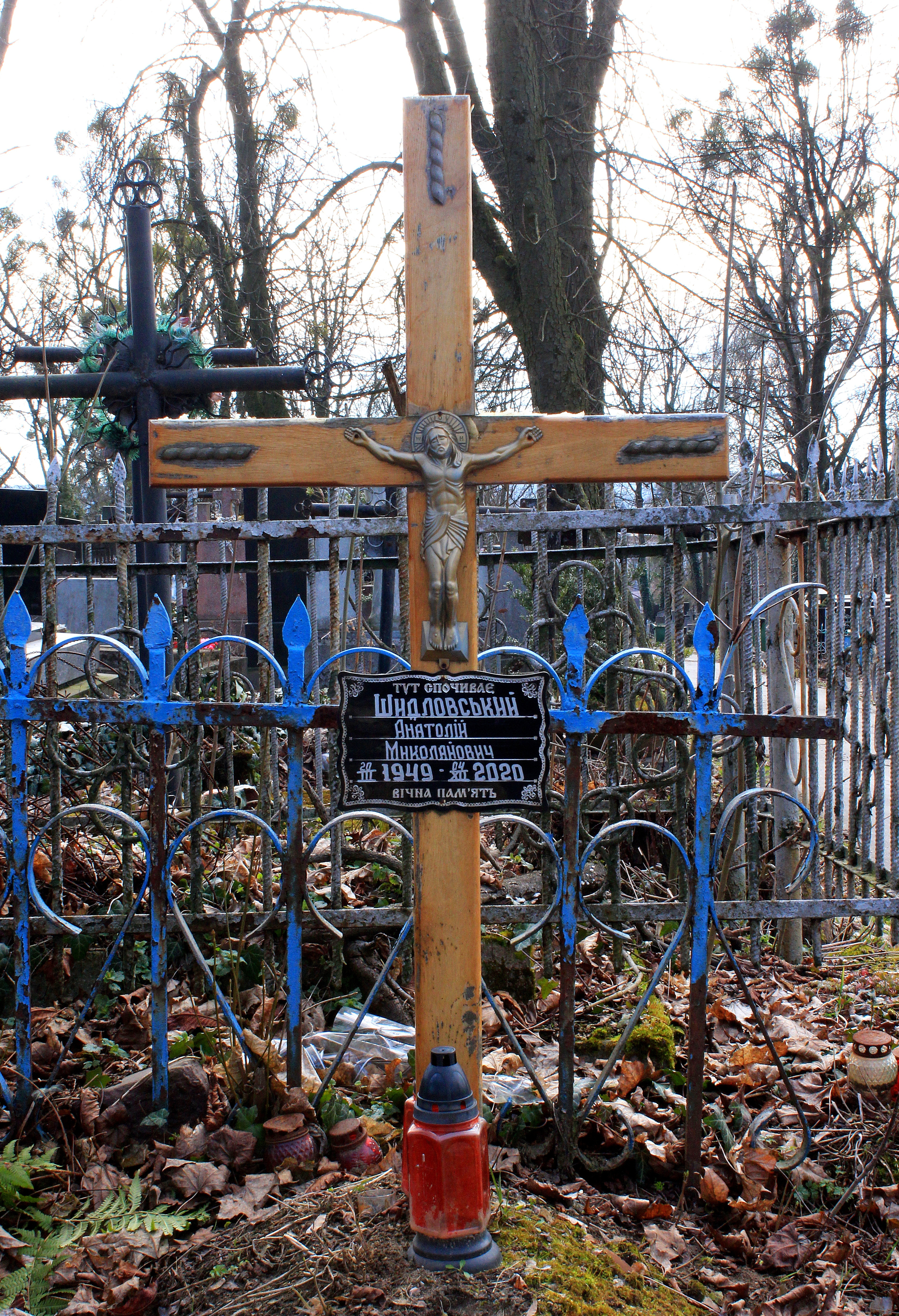

Анатолій Миколайович Шидловський (нар. 20 березня 1949, м. Львів, УРСР- пом.04.грудня 2020.м.Львів) — радянський футболіст, нападник. Майстер спорту СРСР.
Вперше зіграв за «Карпати» 6 червня 1969 року у матчі проти ждановського «Азовця».
Помер у Львові, похований на 21 полі Янівського цвинтаря.